# Інгер Стойберг
Інгер Стойберг (дан. Inger Støjberg; 16 березня 1973 ) — данська політична діячка, письменниця, журналістка, міністр імміграції та інтеграції (2015—2019), міністр зайнятості (2009—2011).
З 2001 по 2021 рік — членкиня партії Венстре.

## Біографія
Інгер Стойберг народилася 16 березня 1973 року в Центральній Ютландії. У 1993 році закінчила Гімназію Морсо. У 1995 році закінчила один рік вищої комерційної кваліфікації у Віборзі. У 1996 році в тій же школі економіки вона відвідувала однорічне вивчення економічних комунікацій.
У 1999 році закінчила Інформаційну Академію. У тому ж році почала працювати репортеркою у газеті «Viborg Avis», а наступного року вона стала незалежною агенткою зв'язку і продовжувала працювати в газеті до 2001 року.
У 2013 році Стойберг отримала титул магістра ділового адміністрування в Ольборзькому університеті. Вона живе в Хадсунді.

## Політична кар'єра
Стойберг вперше була обрана на посаду члена міської ради мерії Віборгу в 1994 році. Обіймала цю посаду до 2002 року. Крім того, вона працювала головою Liberable Oplysnings Forbund (LOF) з 1996 по 1999 рік.
У 2001 році вона вперше обрана у данський парламент.
З 2005 року Стойберг є членкинею керівництва партії Венстре. З 2005 по 2007 рік вона була головою депутатської фракції у Фолькетингу. З 2007 року вона представляла виборчий округ Західної Ютландії. З 2007 по 2009 рік Стойберг була прес-секретаркою партії Венстре.
Після того, як глава уряду Андерс Фог Расмуссен перейшов на нову посаду в НАТО, у квітні 2009 року Інгер Стойберг стала міністеркою зайнятості та міністеркою рівності чоловіків і жінок. У 2010 році міністерства були реорганізовані, і Стойберг була лише міністеркою зайнятості.
З 2015 по 2019 рік обіймала посаду міністра імміграції та інтеграції Данії.
У 2021 році Інгер Стойберг висунули звинувачення у порушенні Європейської конвенції у справах людини через указ, який вона видала, обіймаючи посаду міністерки імміграції, який дозволяв незаконно відокремлювати пари в центрах біженців. Згодом вона покинула партію.